# Thought Chamber
A Thought Chamber amerikai progresszív metal együttes. 2006-ban alakultak San Franciscóban, lemezeiket az InsideOut Music jelenteti meg. Az Enchant énekese, Ted Leonard és Michael Harris gitáros alapították. Eddig két nagylemezt adtak ki.

## Tagok
- Ted Leonard - ének
- Michael Harris - gitár, billentyűk, ének
- Mike Haid - dob
- Jeff Plant - basszusgitár
- Bill Jenkins - billentyűk

## Korábbi tagok
- Derek Blakley - basszusgitár
- Rob Stankiewicz - dob
- Bobby Williamson - billentyűk

## Diszkográfia
- Angular Perceptions - 2007
- Psykerion - 2013